# Estelle van Zweden

Monogram voor Estelle van Zweden

Estelle Silvia Ewa Mary (Solna, 23 februari 2012) (Zweeds: Estelle Silvia Ewa Mary, Prinsessa av Sverige, Hertiginna av Östergötland) is een Zweedse prinses.
Estelle is het eerste kind van de Zweedse kroonprinses Victoria en prins Daniel. Zij is tevens het eerste kleinkind van de Zweedse koning Karel XVI Gustaaf. De prinses draagt de titel hertogin van Östergötland.
Op 2 maart 2016 kreeg ze een broertje, Oscar.
Prinses Estelle is tweede in lijn voor de Zweedse troonopvolging, na haar moeder.
Estelle woont op Slot Haga, samen met haar ouders.

## Namen
Haar namen zijn vernoemingen:
- Estelle is naar Estelle Manville, de vrouw van graaf Folke Bernadotte
- Silvia is naar haar grootmoeder koningin Silvia Sommerlath
- Ewa is naar haar grootmoeder Ewa Westling.
- Mary is naar kroonprinses Mary van Denemarken vernoemd.

## Doop
Op 22 mei 2012 werd Estelle gedoopt. Haar peetouders zijn:
- kroonprins Haakon van Noorwegen
- Koning Willem-Alexander der Nederlanden
- koningin Mary van Denemarken
- haar oom, prins Carl Philip
- haar tante, Anna Westling Söderström.

Bij haar doop werd zij tevens als lid opgenomen in de Orde van de Serafijnen.

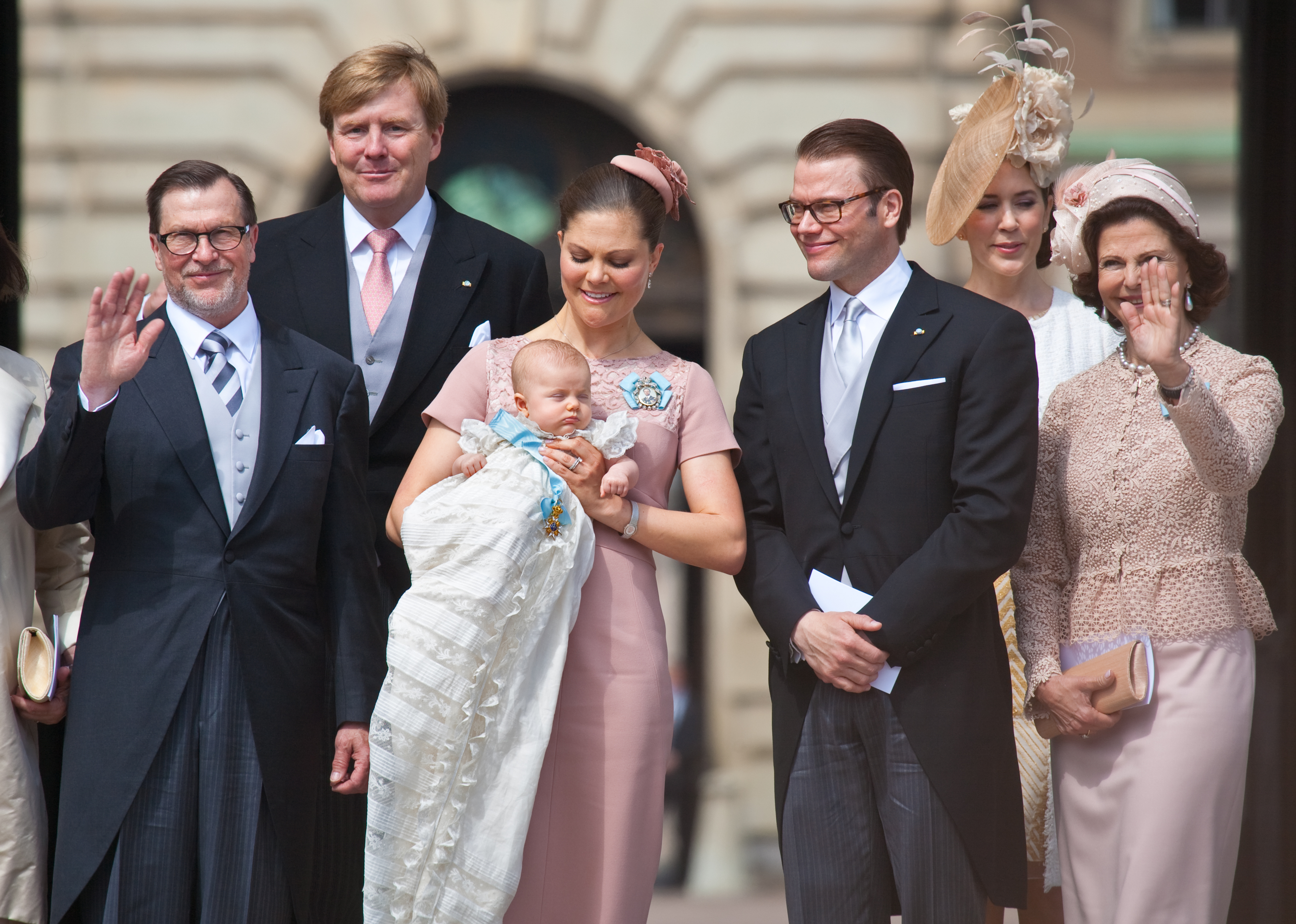
Prinses Estelle op de dag van haar doop